# Drahtrolle „Am Hurk“

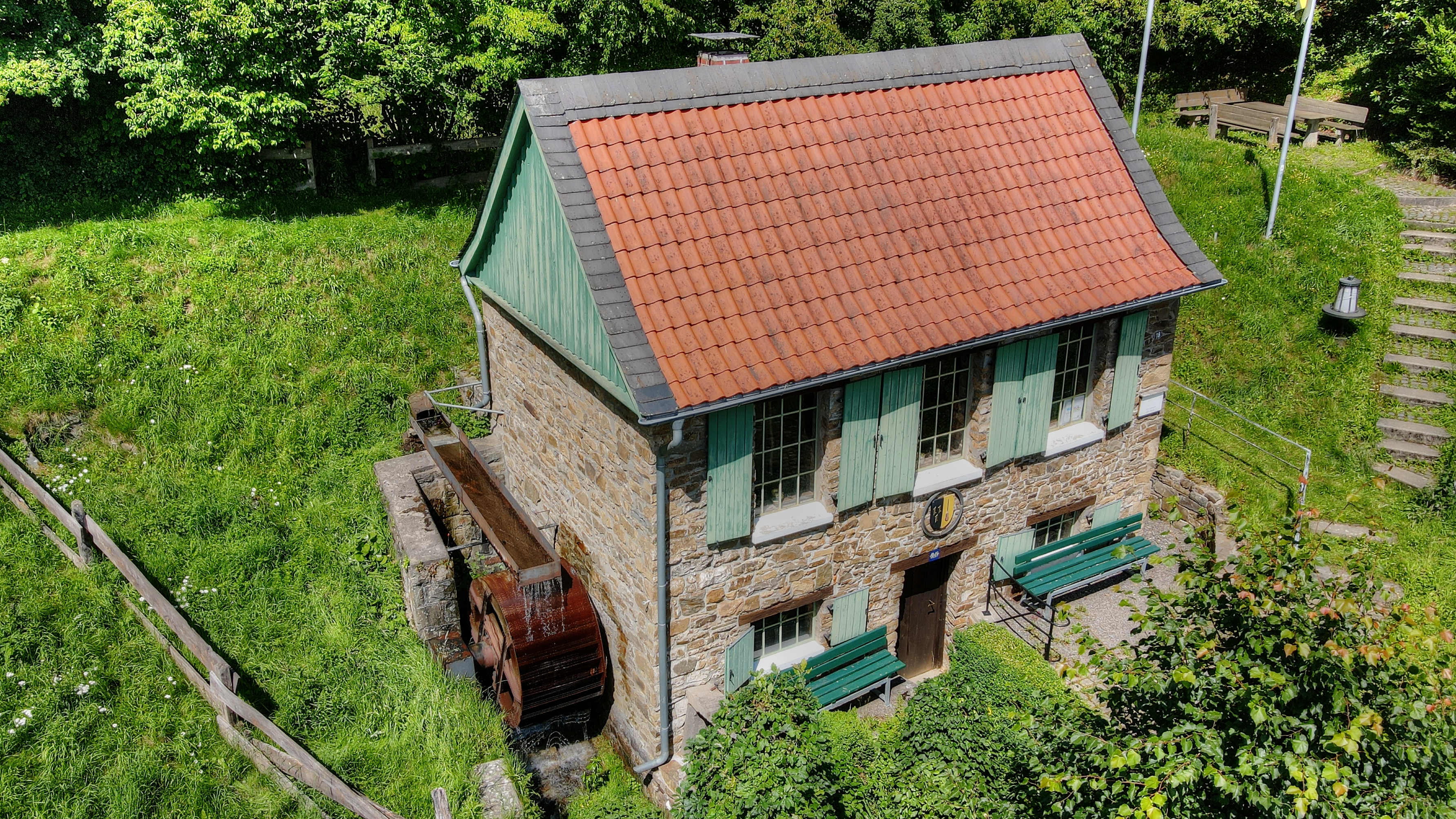
Drahtrolle „Am Hurk“

Die Drahtrolle „Am Hurk“ ist ein Baudenkmal im Ortsteil Evingsen der Stadt Altena im Sauerland.
Die Drahtzieherei, deren genaues Alter nicht bekannt ist, wurde 1804 als eine von zwölf gleichartigen Fabriken im Springer Tal urkundlich erwähnt. Im 20. Jahrhundert wurde sie lediglich noch als Schleif- und Poliermühle genutzt. Zum Inventar gehören heute unter anderem ein Rollfass, eine Ahlenschleifbank und ein Feindrahtzug.